# Шенси Бијон
Шенси Бијон (фр. Chenecey-Buillon) насеље је и општина у источној Француској у региону Франш-Конте, у департману Ду која припада префектури Безансон.
По подацима из 2011. године у општини је живело 559 становника, а густина насељености је износила 33,72 становника/km². Општина се простире на површини од 16,58 km². Налази се на средњој надморској висини од 360 метара (максималној 491 m, а минималној 266 m).

## Демографија
| 1962. | 1968. | 1975. | 1982. | 1990. | 1999. | 2011. |
| ----- | ----- | ----- | ----- | ----- | ----- | ----- |
| 328   | 333   | 388   | 462   | 445   | 488   | 559   |

График промене броја становника у току последњих година